# Gremersdorf-Buchholz
Gremersdorf-Buchholz è un comune del Meclemburgo-Pomerania Anteriore, in Germania.
Appartiene al circondario (Kreis) di Pomerania Anteriore-Rügen ed è parte della comunità amministrativa (Amt) di Franzburg-Richtenberg.